# جاستن براينر
جاستن براينر (Justin Briner) هو مؤدي أصوات أمريكي ولد في 23 أغسطس في ماريلند، تكساس.

## أدواره في الأنمي

### مسلسلات أنمي تلفزيونية
- أكاديميتي للأبطال - إيزوكو ميدوريا
- بطولات أرسلان - إيلام
- بطولات أرسلان: رقصة العاصفة الترابية - إيلام
- سرالفة النهاية - ميكايلا هياكويا
- سرالفة النهاية: معركة ناغويا - ميكايلا هياكويا
- المعلم الأوتاكو - مايكاوا
- دانغانرونبا 3: نهاية أكاديمية قمة الأمل - ريوتا ميتاراي
- يوري أون آيس - إميل نيكولا
- أنتقام ماساموني-كن - كوجورو شوري
- أكا: قسم التفتيش الخاص بالقطاع 13 - ماغي
- دريفترز - ناسو نو يويتشي
- ساكورا كويست - تايغا هاياما
- بلاك كلوفر - لاك فولتيا
- الفرسان والسحر - تسوباسا كوراتا
- تابو تاتو - جاستيس أكاتسوكا
- ملحمة مسيرة الموت إلى العالم الآخر - ساتو
- أهلا بكم في صف سياسة الجدارة - كيوتاكا أيانوكوجي
- لعبة الملك ذي أنيميشن - ريو سوغيساوا
- كارد كابتور ساكورا: بطاقات كلير - يوكيتو تسوكيشيرو
- غوسيك - ثيودور
- هاكيو هوشين إنغي - ناتاكو
- سيرفامب - يوهانيس ميمير فاوستوس
- بازل آند دراغونز كروس - لانس
- بوبتيبيبيك - بوبوكو (الحلقة 1B)
- نانباكا - نيكو
- توكين رانبو: هانامارو - هيرانو توشيرو
- توكين رانبو: هانامارو: الموسم الثاني - هيرانو توشيرو
- تريكستر - كينسكي هاناساكي
- أول آوت!! - سومياكي إيواشيميزو
- ناينتي ون دايز - فراتي
- دارلينغ إن ذا فرانكس - 9'α
- هاند شيكرز - تازونا تاكاتسوكي
- هيفي أوبجيكت - كوينسر باربوتاج
- نزل الآخرة - ساسكي
- دي جرايمان HALLOW - يو كاندا
- فصل الاغتيال SECOND SEASON - حاصد الأرواح (أيام الصبا)
- دكتور ستون - غينرو
- طوكيو غول:re - إيتو كوراموتو

### أفلام أنمي
- الخادم الأسود Book of the Atlantic - إدوارد ميدفورد
- أكاديميتي للأبطال ذا موفي: البطلين - إيزوكو ميدوريا
- أكاديميتي للأبطال ذا موفي: هيروز:رايزينغ - إيزوكو ميدوريا

## أدواره في ألعاب الفيديو
- ماي هيرو ونز جاستيس 2 - إيزوكو ميدوريا

## وصلات خارجية
- جاستن براينر على موقع IMDb (الإنجليزية)
- جاستن براينر على موقع ANN person (الإنجليزية)